# Аланш
Аланш (фр. Allanche) насеље је и општина у централној Француској у региону Оверња, у департману Кантал која припада префектури Сен Флур.
По подацима из 2011. године у општини је живело 855 становника, а густина насељености је износила 17,14 становника/ км². Општина се простире на површини од 49,89 км². Налази се на средњој надморској висини од 968 метара (максималној 1.295 м, а минималној 784 м.

## Демографија
| 1962. | 1968. | 1975. | 1982. | 1990. | 1999. | 2011. |
| ----- | ----- | ----- | ----- | ----- | ----- | ----- |
| 1.495 | 1.513 | 1.398 | 1.286 | 1.220 | 1.101 | 855   |

График промене броја становника у току последњих година